# Тимур Кутлуг
Тиму́р-Кутлу́г (Тимир-Кутлуй) (старотат. تیمور قتلغ خان‎) — хан Золотой Орды в 1398-1400 годах, сын Тимур-Малика, внук Урус-хана.
Тимур-Кутлуг второй сын Тимур-бека, второго сына Кутлук-Тимура, сына Нумкана (Томгана), второго сына Абая, второго сына Кин-Тимура (Уз-Тимура), четвертого сына Тука-Тимура, тринадцатого сына Джучи-хана, старшего сына Чингиз-хана

## Биография
После поражения Тохтамыша в великой войне с Тимуром на ханский престол Улуса Джучи (Золотой Орды) темником Едигеем, в то время фактическим правителем Улуса Джучи, был посажен Тимур-Кутлуг.
Тохтамыш, не теряя надежды на восстановление своей власти, заключил союз с князем Витовтом. В 1399 году произошла битва на реке Ворскле, в которой войска Тимур-Кутлуга под командованием Едигея разгромили объединённые войска Витовта и Тохтамыша. Войска Тимура Кутлуга разорили поднепровские земли и осадили Киев, но взяв огромный выкуп (3000 рублей), отступили.
Тохтамыш, бежав в Сибирь, где у него было ещё немало сторонников, захватил власть в Тюменском юрте (1399). Победитель, хан Тимур-Кутлуг, недолго почивал на лаврах после своей победы. Молодой хан стал проявлять стремление к самостоятельному управлению государством. Обеспокоенный его политическими амбициями, темник Едигей организовал переворот, убил Тимур-Кутлуга и возвёл на ханский трон его младшего брата Шадибека.